# Henri Aubry
Henri Aubry (ur. 28 marca 1922 w Bagneux, zm. 20 lipca 2012) – francuski kolarz szosowy i przełajowy, złoty medalista mistrzostw świata.

## Kariera
Największy sukces w karierze Henri Aubry osiągnął w 1946 roku, kiedy zdobył złoty medal w wyścigu ze startu wspólnego amatorów podczas szosowych mistrzostw świata w Zurychu. W zawodach tych wyprzedził bezpośrednio Szwajcara Ernsta Stettlera oraz Belga Henriego Van Kerckhove. Był to jednak jedyny medal wywalczony przez Aubry’ego na międzynarodowej imprezie tej rangi. Wygrał francuski Championat d’Auvergne w 1943 roku i Bordeaux-Royan w 1953 roku, w 1945 roku był drugi w Tour du Calvados, a w 1951 roku zajął drugie miejsce w wyścigu Bordeaux-Angoulème. Startował również w kolarstwie przełajowym, ale bez większych sukcesów. Nigdy nie wystąpił na igrzyskach olimpijskich. Jako zawodowiec startował w latach 1947-1957.

## Najważniejsze zwycięstwa i sukcesy
- 1946
  - mistrzostwo świata amatorów w wyścigu ze startu wspólnego